# Sonido Lubbock
El llamado Lubbock sound (sonido Lubbock) es un subgénero musical de Estados Unidos que comenzó a ganar popularidad en la localidad de Lubbock, Texas, de donde era nativo Buddy Holly.
El sonido era rock and roll con raíces country y se escuchaba en Estados Unidos hasta la tragedia conocida como "el día que murió la música", cuando Buddy Holly, Ritchie Valens y The Big Bopper murieron en un accidente de aviación cuando se dirigían a un concierto en Iowa.

## Canciones populares del sonido Lubbock
- "Peggy Sue"
- "I Fought the Law"
- "Earth Angel (Will You Be Mine)"
- "That'll Be the Day"